# Bailliage de Röthenbach
1399–1529
Entités précédentes :
- Seigneurie de Signau

Entités suivantes :
- Bailliage de Signau

Le bailliage de Röthenbach est un bailliage située dans l'actuel canton de Berne. 
En 1399, Berne achète la seigneurie de Signau et en détache une partie qui devient le bailliage de Röthenbach. En 1529, Berne achète à nouveau la seigneurie de Signau et la fusionne avec le bailliage de Röthenbach pour former le nouveau bailliage de Signau.

## Histoire
Le bailliage est créé en 1399. Une partie du bailliage dépend de la juridiction de Konolfingen pour la haute justice.